# 마리루이즈 라샤펠

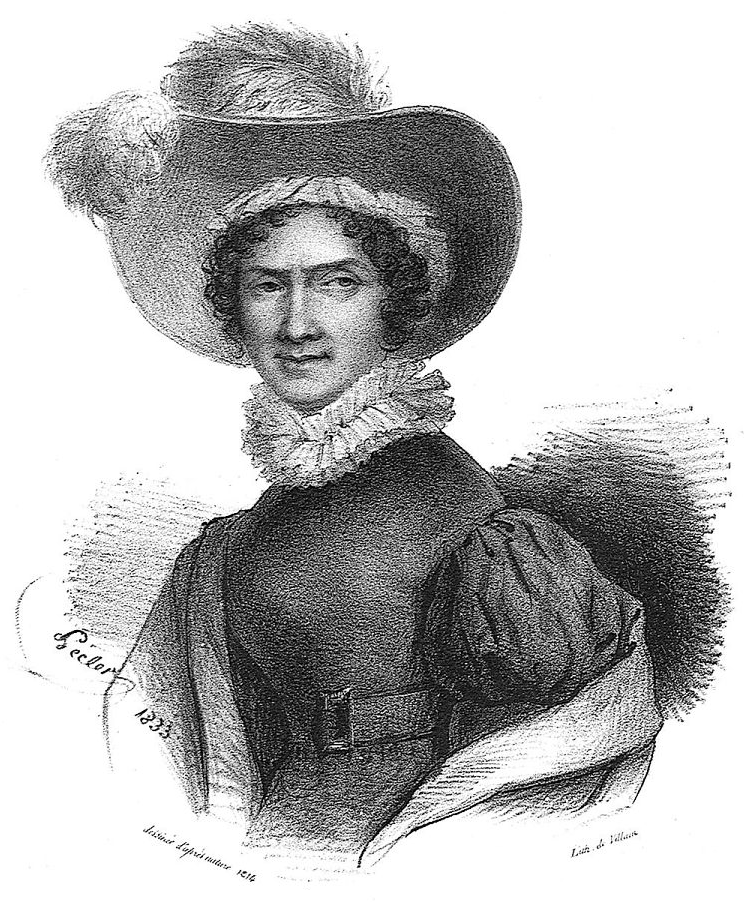
마리루이즈 라샤펠의 1814년 초상화

마리루이즈 라샤펠(Marie-Louise Lachapelle, 결혼 전 성: 뒤제(Dugès), 1769년 1월 1일~1821년 10월 4일)은 프랑스의 선구적 조산사로, 현대 산과학의 창시자 중 한 명이다. 파리에서 태어났으며, 조산사인 어머니 마리 조네 뒤제 아래서 11세에 어려운 출산을 성공적으로 돕는 등 뛰어난 능력을 보였다. 15세에는 난산을 다룰 수 있을 정도로 실력을 쌓았으며, 1792년 성이 "라샤펠"인 외과의사와 결혼한 후에도 독립적으로 활동을 이어갔다. 남편의 사망 후, 라샤펠은 파리에서 가장 크고 오래된 병원인 오텔디외에서 산과 수장으로서 조산사 교육을 체계화했다. 라샤펠은 강제분만기와 같은 불필요한 의료적 개입을 최소화하는 자연분만을 강조했으며, 4만 명이 넘는 아기를 받아내며 영아사망률 감소에 크게 기여했다. 주요 저서인 《분만 실습(Pratique des accouchements)》은 산과학의 표준 교과서로 자리잡았으며, 여성의 몸 및 출산 과정과 관련된 과학적 이해를 크게 발전시켰다. 집필 중 1821년에 위암으로 세상을 떠났고, 교과서는 조카 앙투안 루이 뒤제가 이어 완성했다.